# Circo gallístico de Teresa de Córdoba
El Circo gallístico de Teresa de Córdoba fue un circo de gallos en la calle de Fernando el Santo, en la ciudad de Madrid (España), propiedad de Teresa de Córdoba, construido en un edificio anexo a su palacete de dicha calle. Se conserva un grabado, recogido por el cronista Ángel Fernández de los Ríos en su Guía de Madrid (1876).

## Historia
El Anuario Estadístico Español de 1861 censa un total de mil cincuenta (1.050) circos "gallísticos" o para peleas de gallos (frente a los tan sólo 356 circos ecuestres); cifras que respaldan la afición reseñada en diversas obras literarias que entre los reinados de Isabel II y de Alfonso XII se le tuvo en España a este cruel juego y sangriento de apuestas. En Madrid han quedado referencias dispersas de circos gallísticos; de entre todos ellos quizá el más "cómodo y elegante", en opinión de Ángel Fernández de los Ríos, fue el que una dama de la alta sociedad, Teresa de Córdoba, tuvo el capricho de mandar construir anexo a su palacete de la calle de Fernando el Santo, ocupando el espacio aproximado de los números 11 y 13 de esta calle.

## Edificio
En agosto de 1864, el arquitecto Miguel García presentó a la Junta Municipal de Madrid el proyecto del edificio para un circo gallístico, que se construiría junto al palacete rodeado de jardines que María Teresa de Córdoba tenía en Madrid. Instalado junto a la estufa acristalada del invernadero, el nuevo pabellón disponía de puerta independiente a la calle. Quizá interese anotar también que el palacete de la aristócrata dama, del estilo monumentalista de moda entre la burguesía adinerada, tenía una superficie de 1.160 metros cuadrados.
Uno de sus muchos ocasionales visitantes fue el escritor italiano Edmundo de Amicis, durante su viaje por España en 1872, en el breve periodo de la corte de Amadeo de Saboya. El viajero asegura que las peleas de gallos le causaron "más pavor del que le habían provocado las corridas de toros".
El circo de Teresa de Córdoba fue contemporáneo del popular Circo de gallos de Recoletos, abierto desde 1858. Ambos serían 'relevados' por el nuevo Circo Gallístico del Paseo de Santa María de la Cabeza, proyectado por Domínguez Ayerdi en 1889, y reparado cuatro años después por Emilio Muñoz.